# Камила Кабељо
Карла Камила Кабељо Естрабао (шп. Karla Camila Cabello Estrabao; Хавана, 3. март 1997) кубанскo-америчка je певачица и текстописац. Истакла се као део девојачког бенда Фифт хармони, који је основан за време емитовања музичке емисије Икс фактор 2012. године, потписавши заједнички дискографски уговор са издавачким кућама Syco music и Epic records. Док је била у бенду, Камила је почела да се остварује као соло уметник, објављивањем песме I Know What You Did Last Summer са Шоном Мендесом и Bad Things са Машин Ган Келијем, која је била на четвртом месту америчке музичке листе Билборд хот 100. Након што је напустила групу крајем 2016. године, Камила је објавила неколико песама укључујући Hey Ma са Питбулом и Џеј Болвином, као и њену прву соло песму Crying in the Club.
Камилин дебитантски албум под називом Camila, објављен је 12. јануара 2018. године и био је на првом месту америчке музичке листе Билборд 200. Музички критичари су позитивно су оценили албум, који је поп жанра са утицајем латино музике, а добио је и платинасти сертификат од стране Америчког удружења дискографских кућа. Кабељо ће играти у предстојећој филмској адаптацији филма Пепељуга, за Sony Pictures.
Водећи албумски сингл Havana био је на првом месту синглова у неколико држава, укључујући Сједињене Америчке Државе, Канаду и Велику Британију. Пратећи албумски сингл Never Be the Same био је у више од десет држава на првом месту. Камилин дует са Мендесом, песма Señorita постала је њен други сингл који је био на првом месту листе Билборд 200, а такође је био на првом месту и у многим европским државама. Други студијски албум певачице, под називом Romance објављен је 6. децембра 2019. године, био је на првом месту листе Билборд 200 и на првом месту албума у Канади.
Камила је сакупила милијарде прегледа на музичким платформама. Према Међународној федерацији фонографске индустрије, Камилин сингл био је најпродаванији дигитални сингл 2018. године. Освојила је многобројне награде за свој рад, укључујући две Латино Греми награде, пет Америчких музичких награда и једну награду часописа Билборд. Добила је три номинације за Греми награду.

## Биографија
Камила је рођена 3. марта 1997. године у Хавани, на Куби од Синуше Естрабао и Алехандра Кабеља, а одрасла је у предграђу источног дела Хаване. Њен отац рођен је у Мексико Ситију, али се преселио на Кубу. Камила има млађу сестру Софију. Већи део детињства, Камила је са породицом живели на релацији између Ханаве и Мексико Ситија. Када је имала девет година, певачица се са мајком преселила у Мајами, а њен отац није могао да добије визу, па се породици придружио тек осамнаест месеци касније. Камила је добила држављанство Сједињених Америчких Држава 2008. године. Похађала је средњу школу Палмето Мајами, али ју је напустила током школске 2012/2013. године, како би се посветила музици, а завршила средњу школу касније.
Камила је била у вези са писцем Метјуом Хусеинем, којег је упознала током снимања шоуа „Данас”. Пар је био у емотивној вези од фебруара 2018. до јуна 2019. године. Од јула 2019. године, Камила се забавља са канадским певачем Шоном Мендесом. Њихова веза је покренула полемику, а поједини медији тврде да је пар заједно само како би повећао публицитет, док је Меднес то негирао.
Камила је у јавности признала да болује од анксиозности и опсесивно-компулзивног поремећаја. Камила тренутно живи у својој кући на Холивуд Хилсу, предграђу Лос Анђелеса.
У децембру 2019. године, сајт Tumblr објавио је како је Камила преко тог сајта расно дискриминисала и исмевала Криса Брауна, који је напао Ријану 2009. године на Твитеру. Њен налог на сајту Tumblr је убрзо деактивиран, а Камила је упутила извињење у којем се наводи да је била млада и необразана, као и да јој је било непријатно јер је користила погрдне речи.
Камила је освојила велики број музичких награда, укључујући две Латино Греми награде, четири Америчке музичке награде, Билборд музичку награду, МТВ Европа музичку награду, две музичке награде компаније iHeart, четири МТВ видео музичке награде, три iHeart музичких награда и Билборд женску музичку награду.

### Добротворни рад
У фебруару 2016. године, Камила је објавила да је успоставила сарадњу са компанијом Спасимо децу и дизајнирала мајицу „Love Only” са ограниченим издањем, а новац од продаје мајица ишао је у добротворне сврхе. Мајица је направљена са циљем и да подигне свест о проблемима младих људи и њиховом приступу образовању и здравственој заштити. У јуну 2016. године, Камила, продуцент Бени Бланки и чланови непрофитне организације OMG Everywhere учествовали су у стварању хуманитарног сингла Power in Me. Камила је такође сарађивала са непрофитном организацијом Children's Health Fund која ради на пољу пружања здравствене заштите породицама са децом малих новчаних примања. Камела је 3. априла 2017. године учествовала на Зедовом концерту који је имао за циљ прикупљање новца за добротворну организацију АЦЛУ. Певачица је наступала у дечијој болници у Лос Анђелесу, 8. маја 2018. године. Крајем 2017. године придружила се Лину Мануелу Миранди и осталим латино уметницима како би снимили песму Almost Like Praying, а сав приход од продаје дониран је Порторику, који је непосредно пре тога захватио ураган. Камела је такође истакла да је донирана све приходе од песме Havana у добротворне сврхе. Певачица је такође добротворним организацијама донирала новац који је зарадила на турнеји 2018. године.
Дана 13. јула 2018. године, Камила је учествовала на концерту у Сан Хуану и поклонила део прихода од зараде добротворним организацијама. Заједно са Рајаном Секрестом, 16. јула 2018. године посетила је дечију болницу у Филаделфији, где је одржала концерт. У новембру 2010. године певачица је постала амбасадорка непрофитне организације Спасимо децу. У марту 2019. године донирала је 10.000 америчких долара кампањи GoFundMe, која је организована како би се помогло мигрантима бескућницима у Сједињеним Државама. У септембру 2019. године, Камила се обавезала да ће прикупити 250.000 америчких долара за организацију Спасимо децу. У октобру 2019. године певачица је наступала на концерту We Can Survive, који је одржан у циљу донације новца и помоћи оболелима од рака дојке. Дана 22. октобра 2019. године Камила се појавила са Кетрин, војвоткињом од Кембриџа и Принцом Вилијамом, војводом од Кембриџа у Кенсингтонској палати као подршка финалистима Би-би-си радија 1 и доделе тинејџерских награда.

## Каријера

### 2012—2016: Учешће у Икс фактору и сарадња са бендом
Камиле је била на аудицији за такмичарску емисију „Икс фактор” у Гринсбору, где је изводила песму Respect Арете Френклин, међутим њен наступ није емитован јер емисија није добила права на објављивање те песме. Након што је елиминисана из такмичења у Мајамију, Камила је поново била на бини са осталим такмичарима, као што су Али Брук, Дина Џејн, Нормани и Лорен Јауреги, а оне су формирале бенд Фифт хармони, који је касније постао познат широј јавности. Након што су као колектив заузеле треће место у емисији, потписале су уговор са издавачким кућама  и . Група је објавила ЕП под називом Better Together (2013), а након тога и студијске албуме Reflection (2015) и 7/27 (2016). Након тога група је објавила синглове Worth It и Work from Home, који су били међу десет најбољих у неколико држава. У периоду од 2013. до краја 2016. године, Камила је наступала током турнеје бенда.
У новембру 2015. године, сарађивала је са канадским музичарем Шауном Мендесом, на нумери I Know What You Did Last Summer. Сингл је био на двадесетом месту листе у Сједињеним Америчким Државама и на осамнаестом месту листе у Канади, а додељен му је платинасти сертификат од стране Америчког удружења дискографских кућа. Дана 14. октобра 2015. године, амерички репер Машин Ган Кели објавио је сингл са Камилом под називом Bad Things, који је био на четвртом месту америчке музичке листе Билборд хот 100. Часопис Тајм уврстио је Камилу међу „25 наутицајнијих тинејџера 2016. године”.
Дана 18. децембра 2016. године, најављено је да ће Камила напустити Фифт хармони. Камила се појавила са групом у емисији Dick Clark's New Year's Rockin' Eve која је снимљена пре њеног изласка из групе. У часопису Билборд исткануто је да је прилично необично да се неко повуче из колектива у којем је за кратко време стекао популарност, као што је у случају Камиле.

### 2017—данас: Студијски албуми и музичке сарадње
Дана 25. јануара 2017. године, Камила је објавила песму Love Incredible у сарадњи са норвешким диск џокејом Кешмером Кетом, а нумера је објављена на интернету. Званична верзија песме објављена је 16. фебруара исте године и она се нашла на Камилином дебитанским албуму под називом . Камила је након тога снимила песму Hey Ma заједно са Питбулом и Џеј Болвином за саундтрек филма Паклене улице 8. Шпанска верзија сингла и музичког спота за песму објављена је 10. марта 2017. године, а верзија на енглеском језику 6. априла 2017. године. Певачица је такође сарађивала са Мајором Лејзером, Трависом Скотом и Куавом на песми Know No Better. У мају 2007. године Камила је најавила издање првог студијског албума, који је најављен под називом The Hurting. The Healing. The Loving, који је описала као њену причу о путовању из таме у светлост, из времена када се изгубила у време када је поново нашла себе. Њен дебитантски соло сингл Crying in the Club објављен је 19. маја 2017. године, а представила га је на додели Билборд музичким награда 2017. године. Сингл је био на четрдесет и седмом месту у Сједињеним Државама. Након тога, певачица се придружила Бруно Марсу на његовој музичкој турнеји, а након тога склопила партнерство са брендом одеће Гес, за њихову кампању под називом „Јесен 2017. године”.
На нова снимања и писања песама за албум, утицао је успех њеног сингла Havana, који је снимљен са Јаунг Тхагом. Након објављивања, сингл је био на првом месту листа у Аустралији, Канади, Уједињеном Краљевству, Ирској, Француској, Мађарској и на листи Сједињених Америчких Држава. Сингл Havana је такође провео недељу дана на првом месту америчке листе Mainstream Top 40. Песма је постала највише стримована нумера на сајту Спортифај соло женског извођача у јуну 2018. године, са преко 888 милиона стримовања до сада. Први студијски албум певачице изашао је под називом Camila, а укључује песме поп жанра са елементима латино музике и баладама. Албум је објављен 12. јануара 2018. године и дебитовао је на првом месту у Сједињеним Америчким Државама, са 65.000 продатих примерака. Албуму је додељен платинасти сертификат од стране Америчког удружења дискографских кућа. Нове песме Real Friends и Never Be the Same певачица је објавила 7. децембра 2017. године и оне су се нашле међу десет најбољих песама на музичкој листи Билборд хот 100.
Песме Havana и Never Be the Same постале су прве песме Камиле које су биле на првом месту листа Mainstream Top 40 и Adult Top 40, а уједно и прва два сингла са дебитантског албума. Певачица је након тога освојила МТВ видео награду за спот године, за песму Havana. У априлу 2018. године Камила је започела музичку турнеју под називом Never Be the Same, уједно и њену прву соло турнеју. Снимила је песму Sangria Wine са Фарелом Вилијамсом, а објавила ју је први пут уживо током турнеје. У мају 2018. године Камила се појавила у споту за песму Girls Like You групе Maroon 5, заједно са музичарком Карди Би. Истог месеца, наступала је заједно са Тејлор Свифт током турнеје у Европи.

Дана 31. јула 2018. године наступала је у Мохеган Сан арени, а након тога објавила ремикс песме Beautiful, коју у оригиналу изводи амерички певач Бази. Песма је званично објављена 2. августа 2018. године. Дана 9. октобра 2018. године, Камила је објавила виео сингл Consequences.
 Током октобра 2018. године Камила је изјавила како ће почети рад на новим песмама, наредне године након празника. У децембру 2018. године номинована је за Греми награду у категорији за „Најбољу поп соло изведбу”, за уживо верзију песме Havana и у категорији за „Најбољи поп вокални албум”, за албум Camila. На додели Греми награда извела је песму Havana са гостима као што су Рики Мартин, Џеј Болвин и Јаунг Тхаг и тако отворила церемонију, а то ју је учинило првом женском латино уметницом која је отворила церемонију доделе Греми награда. У априлу 2019. године објављено је да ће Камила глумили у филму Пепељуга, чија се премијера очекује током 2021. године.
Дана 21. јуна 2019. године, Камила је објавила песму Señorita са канадским музичарем Шоном Мендесом, заједно са видео спотом. Песма је дебитовала на другом месту музичке листе Билборд хот 100, а након тога музичари су поново сарађивали на песми I Know What You Did Last Summer, која је објављена 2015. године. У августу Señorita је била на првом месту листе Билборд хот 100, што је био Камилин други сингл који је био на првом месту те листе. Песма је добила номинацију за Греми награду у категорији за „Најбољи поп дуо/групни перформанс”. Према Међународној федерацији фонографске индустрије Señorita је била њена трећа најпродаванија песма 2019. године. Камила је такође снимила песму South of the Border са Ед Шираном и реперком Карди Би, а она је објављена у јулу 2019. године.
Дана 1. септембра 2019. године, певачица је објавила видео запис на сајту Инстаграм, како би представила њен други студијски албум под називом . Два дана касније, представила је први сингл са албума под називом Liar, након тога и други под називом Shameless, који су објављени 5. септембра 2018, а онда су уследиле песме Cry for Me и Easy, објављене у октобру 2019. године. Албум Romance објављен је 6. децембра 2019. године. Песма Living Proof објављена је као најава за албум, 15. новембра 2019. године. Песма са албума под називом My Oh My била је међу двадесет најбољих песама на америчкој листи Билборд хот 100. У марту 2020. године, Камила је учествовала у акцији „Концерти из собе” које је организовала компанија iHeart Media у циљу подизања свети и борбе против вируса корона.

## Умешност
Камилин глас је сопрано. Одрасла је слушајући музичаре као што су Алехандро Фернандез и Селија Круз. Њен дебитантски албум је поп и ритам и блуз жанра, под утицајем латино музике. Албум такође садржи елементе регетона, хип хопа и денсхола, а инспирацију за његово креирање имала је у раду групе Calle 13, Џејмса Болвина, Тејлор Свифт и Ед Ширана. Током рада на песмама првог албума, била је инспирисана бендом Квин. Kao узоре навела је Мајкл Џексона, Ријану, Шакиру и Бијонсе.

## Дискографија

### Студијски албуми
| Назив         | Детаљи | Позиција | Позиција | Позиција | Позиција | Позиција | Позиција | Позиција | Позиција | Позиција | Позиција | Број продатих примерака                    | Сертификати |
| Назив         | Детаљи | САД      | АУС      | КАН      | НЕМ      | ИТА      | ЈАП      | НЗ       | ШПА      | ШВЕ      | УК       | Број продатих примерака                    | Сертификати |
| ------------- | --- | -------- | -------- | -------- | -------- | -------- | -------- | -------- | -------- | -------- | -------- | ------------------------------------------ | --- |
| Reflection    | - Датум објављивања: 30. јануар 2015. - Издавачка кућа: - Format: компакт диск, лп, дигитално преузимање         | 5        | 16       | 8        | —        | —        | 85       | 8        | 9        | 26       | 18       | - САД: 155,000                             | - Америчко удружење дискографских кућа: платинасти - КАН: златни                                                |
| 7/27          | - Датум објављивања: 27. мај 2016. - Издавачка кућа: Epic, Syco - Формат: компакт диск, ЛП, дигитално преузимање | 4        | 8        | 3        | 41       | 20       | 20       | 8        | 1        | 6        | 6        | - Свет: 1.600.000 (до 2016) - САД: 200,000 | - Америчко удружење дискографских кужа: платинасти - Британска фонографска индустија: сребрни - КАН: платинасти |
| Fifth Harmony | - Датум објављивања: 25. август 2017. - Издавачка кућа: - Формат: компакт диск, ЛП, дигитално преузимање         | 4        | 9        | 7        | 56       | 16       | 19       | 7        | 1        | 21       | 10       | - САД: 46,000 (продаја прве недеље)        | |

### Спотови
| Спот                            | Година | Режисер                 |
| ------------------------------- | ------ | ----------------------- |
| I Know What You Did Last Summer | 2015   | Рајан Палота            |
| Bad Things                      | 2016   | Хана Лукс Дејвис        |
| Crying in the Club              | 2017   | Емил Нава               |
| Havana                          | 2017   | Дејв Мејерс             |
| Hey Ma                          | 2017   |                         |
| Never Be the Same               | 2018   | Грант Сингер            |
| Consequences                    | 2018   | Дејв Мејерс             |
| Beautiful                       | 2018   | Џејсон Куениг           |
| Mi Persona Favorita             | 2019   |                         |
| Señorita                        | 2019   | Дејв Мејерс             |
| Shameless                       | 2019   | Henry Scholfield        |
| Liar                            | 2019   | Дејв Мејерс             |
| Living Proof                    | 2019   | Алан Фергусон           |
| My Oh My                        | 2020   | Дејв Мејерс             |
| Don't Go Yet                    | 2021   | Филипа Прајс,Пилар Зета |
| Bam Bam                         | 2022   |                         |
| Psychofreak                     | 2022   |                         |
| Hasta Los Dientes               | 2022   |                         |
| KU LO SA                        | 2022   |                         |
| Ambulancia                      | 2023   |                         |
| I LYV IT                        | 2024   |                         |
| He Knows                        | 2024   |                         |
| Chanel no.5                     | 2024   |                         |
| Godspeed                        | 2024   |                         |

## Филмографија

### Филмови
| Улоге Камиле Кобељо у филмовима |              |               |           |                |
| Година                          | Српски назив | Изворни назив | Улога     | Напомена       |
| 2018.                           |              |               | саму себе | концертни филм |
| 2021.                           | Пепељуга     |               | Пепељуга  |                |

### Телевизија
| Улоге Камиле Кобељо на телевизији |                     |               |              |                  |
| Година                            | Српски назив        | Изворни назив | Улога        | Напомена         |
| 2012—2013                         | Икс фактор          |               | саму себе    |                  |
| 2014.                             |                     |               | саму себе    |                  |
| 2015.                             |                     |               | саму себе    |                  |
| 2015.                             | Вожња               |               | саму себе    |                  |
| 2017.                             |                     |               | саму себе    |                  |
| 2018.                             |                     |               | Адисон Џоунс | интернет серија  |
| 2018.                             | Плес на леду        |               | саму себе    |                  |
| 2019.                             | Уживо суботом увече |               | саму себе    |                  |
| 2020.                             |                     |               | саму себе    |                  |
| 2020.                             |                     |               | саму себе    | концерт специјал |
| 2020.                             |                     |               | саму себе    | ТВ специјал      |